# 八木郷村
八木郷村（やぎさとむら）は、埼玉県北葛飾郡に存在した村。現在の三郷市南東部に位置する。

## 地理
- 川：江戸川、大場川

## 歴史

### 村名の由来
中世の八木郷（郷）より。

### 沿革
- 1889年（明治22年）4月1日 - 町村制施行により、長戸呂村、下新田村、徳島村、樋ノ口村、久兵衛村、高須村、小向村、八町掘村、一本木村、大膳村、横堀村、市助村が合併して発足。
- 1943年（昭和18年）7月1日 - 戸ケ崎村と合併して東和村が発足。同日八木郷村廃止。

## 現在の町名
新和一 - 五丁目、高洲一 - 四丁目、鷹野一 - 五丁目、東町、大字市助
- 1982年（昭和57年）の町名地番整理で旧大字のほとんどが消滅している。